# 샤를 앙리 데스탱
에스탱 백작 장바티스트 샤를 앙리 엑토르(Jean-Baptiste Charles Henri Hector, comte d'Estaing, 1729년 11월 24일 ~ 1794년 4월 28일)은 프랑스의 해군 제독이다. 보병 장교로 군 경력을 시작하여 오스트리아 왕위계승전쟁과 7년 전쟁에 참전하였으나, 해군으로 병종을 바꾸어 인도양 원정을 지휘하였으며 방 군도(Îles du Vent)의 총독으로 임명되었다. 1767년 잠시 프랑스로 귀국하였다가 미국 독립 전쟁에 참전하여 공을 세웠다. 프랑스 혁명이 발발하자 프랑스에 남았고 1792년 해군 원수의 칭호를 받았으나, 공포정치기인 1793년 체포되어 단두대에서 처형되었다.